# Гуапоре (микрорегион)

Гуапоре на карте.

Гуапоре́ (порт. Microrregião de Guaporé) — микрорегион в Бразилии, входит в штат Риу-Гранди-ду-Сул. Составная часть мезорегиона Северо-восток штата Риу-Гранди-ду-Сул. 
Население составляет 	127 249	 человек (на 2010 год). Площадь — 	3 617,078	 км². Плотность населения — 	35,18	 чел./км².

## Демография
Согласно сведениям, собранным в ходе переписи 2010 г. Национальным институтом географии и статистики (IBGE), население микрорегиона составляет:						
| Полное население                             | Полное население                             | Полное население                             | Полное население                             | 127 249 |
| -------------------------------------------- | -------------------------------------------- | -------------------------------------------- | -------------------------------------------- | ------- |
| в том числе:                                 | Городское население                          | 84 830                                       | Процент городского населения, %              | 66,66   |
|                                              | Сельское население                           | 42 419                                       | Процент сельского населения, %               | 33,34   |
|                                              | Мужское население                            | 63 615                                       | Процент мужского населения, %                | 49,99   |
|                                              | Женское население                            | 63 634                                       | Процент женского населения, %                | 50,01   |
| Плотность населения, чел/км²                 | Плотность населения, чел/км²                 | Плотность населения, чел/км²                 | Плотность населения, чел/км²                 | 35,18   |
| Население микрорегиона в % к населению штата | Население микрорегиона в % к населению штата | Население микрорегиона в % к населению штата | Население микрорегиона в % к населению штата | 1,19    |

## Статистика
- Валовой внутренний продукт на 2003 составляет 2 129 609 598,00 реалов (данные: Бразильский институт географии и статистики).
- Валовой внутренний продукт на душу населения на 2003 составляет 17 866,55 реалов (данные: Бразильский институт географии и статистики).
- Индекс развития человеческого потенциала на 2000 составляет 0,823 (данные: Программа развития ООН).

## Состав микрорегиона
В составе микрорегиона включены следующие муниципалитеты:
1. Андре-да-Роша
2. Анта-Горда
3. Арворезинья
4. Дойс-Лажеадус
5. Гуабижу
6. Гуапоре
7. Илополис
8. Итапука
9. Монтаури
10. Нова-Алворада
11. Нова-Араса
12. Нова-Басану
13. Нова-Прата
14. Параи
15. Протазиу-Алвис
16. Путинга
17. Серафина-Корреа
18. Сан-Жоржи
19. Сан-Валентин-ду-Сул
20. Униан-да-Серра
21. Виста-Алегри-ду-Прата